# Dominici
A Dominici amerikai progresszív metal-együttes, amelyet a Dream Theater korábbi énekese, Charlie Dominici alapított 2004-ben. Diszkográfiájuk három nagylemezt tartalmaz, amelyek koncepcióalbumok, egy terroristáról szólnak, aki Amerikába érkezése után szerelembe esik az országgal. Albumaikat a progresszív metal/rock együttesekre szakosodott német InsideOut Music kiadó jelenteti meg.  A zenekar egyike a Dream Theater számtalan mellék-projektjének.

## Tagjai
- Charlie Dominici - ének
- Brian Maillard - gitár
- Americo Rigoldi - billentyűk
- Lucio Manca - basszusgitár
- Yan Maillard - dob

Korábbi tagok
- Riccardo Atzeni - basszusgitár

## Diszkográfia
- O3: A Trilogy, Part One (2005)
- O3: A Trilogy, Part Two (2007)
- O3: A Trilogy, Part Three (2008)